# Chiesa di Santo Stefano (Mezzana Superiore)
La chiesa di Santo Stefano di Mezzana Superiore, frazione di Somma Lombardo, in provincia di Varese è un edificio religioso dedicato al protomartire Stefano, il primo santo della storia cristiana.

## Storia
La chiesa fu fondata in una data non precisata del XIII secolo, alcune testimonianze ne affermano l'esistenza fin dal 1228. Tuttavia oggi non è rimasta nessuna traccia dell'edificio medievale, in quanto fu completamente ricostruito a partire dal 1458; l'opera di rifacimento fu avviata dai Visconti di Somma Lombardo, un ramo dell'illustre famiglia che governò su Milano, i quali divennero patroni della chiesa intorno alla metà del XV secolo. Le poche notizie riguardo la forma della chiesa in epoca medievale ci vengono fornite dal testamento del prevosto Giacomo de Garzonis (Garzonio o Grossoni), datato 23 maggio 1326. Nel Cinquecento smise di dipendere dalla pieve di sant'Agnese di Somma e divenne pieve a sé stante, ad essa erano collegate altre parrocchie locali; tale ordinamento rimase fino ai primi anni settanta del secolo scorso quando le diocesi vennero trasformate in decanati e la chiesa tornò a essere una normale parrocchia.

## Descrizione
L'edificio mostra sia all'esterno che all'interno i segni dei numerosi interventi di ristrutturazione che l'hanno interessato nel corso dei secoli che hanno generato un particolare combinazione di stili architettonici diversi, il più visibile oggi è principalmente il barocco. 

### Esterno
Dal testamento di Giacomo Grossoni si apprende solamente che la chiesa in epoca medievale aveva al suo esterno un cimitero, non ci sono infatti ulteriori informazioni riguardo ad altri elementi esterni. La facciata odierna presenta i segni delle diverse ristrutturazioni iniziate dalla metà del XVI secolo e proseguite fino a quasi gli ultimi anni del Settecento. Il campanile, collocato dietro alla chiesa e dotato di una cuspide a forma di piramide, fu edificato nel 1844; le campane originali vennero fuse per essere utilizzate come materiale bellico nel corso del secondo conflitto mondiale, nel 1950 ne furono installate di nuove. Sempre sul campanile è presente un orologio costruito nei primi anni settanta del secolo scorso che sostituì un precedente congegno del XIX secolo.

### Interno
In epoca medievale, prima dei numerosi rifacimenti, l'edificio era di dimensioni modeste, costituito da una sola navata e con un coro sopraelevato rispetto ad essa. Dal testamento del prevosto Grossoni veniamo a conoscenza di vari altri dettagli: all'interno della chiesa erano presenti alcuni altari non consacrati, mentre l'altare maggiore era collocato in prossimità del coro; l'edificio inoltre era sprovvisto di porte, di conseguenza di notte chiunque poteva averne accesso, solo il suddetto coro presentava una chiusura. Oltre alle sepolture esterne è probabile che ve ne fossero anche alcune interne alla chiesa, come riporta lo stesso Giacomo Grossoni. L'interno della prepositurale odierna è rimasto pressoché identico, costituito sempre di una sola navata con due piccole cappelle ai lati. Sul lato destro vi è quella dedicata alla Madonna del Rosario ( precedentemente dello Spirito Santo) costruita nel 1741, in cui c'è una statua rappresentante la Vergine Maria; la seconda è invece sul lato sinistro ed è intitolata a Sant'Antonio Abate. L'altare maggiore è dei primi del Settecento ed è in marmo nero di Varenna, nella seconda metà del XIX secolo venne dotato di due cancelli in ferro. La volta è decorata con numerosi affreschi e stucchi rappresentanti santi della tradizione cattolica tra cui santa Giovanna d'Arco, sant'Agata, san Rocco risalenti alla fine del Seicento.

### Opere d'arte o di interesse

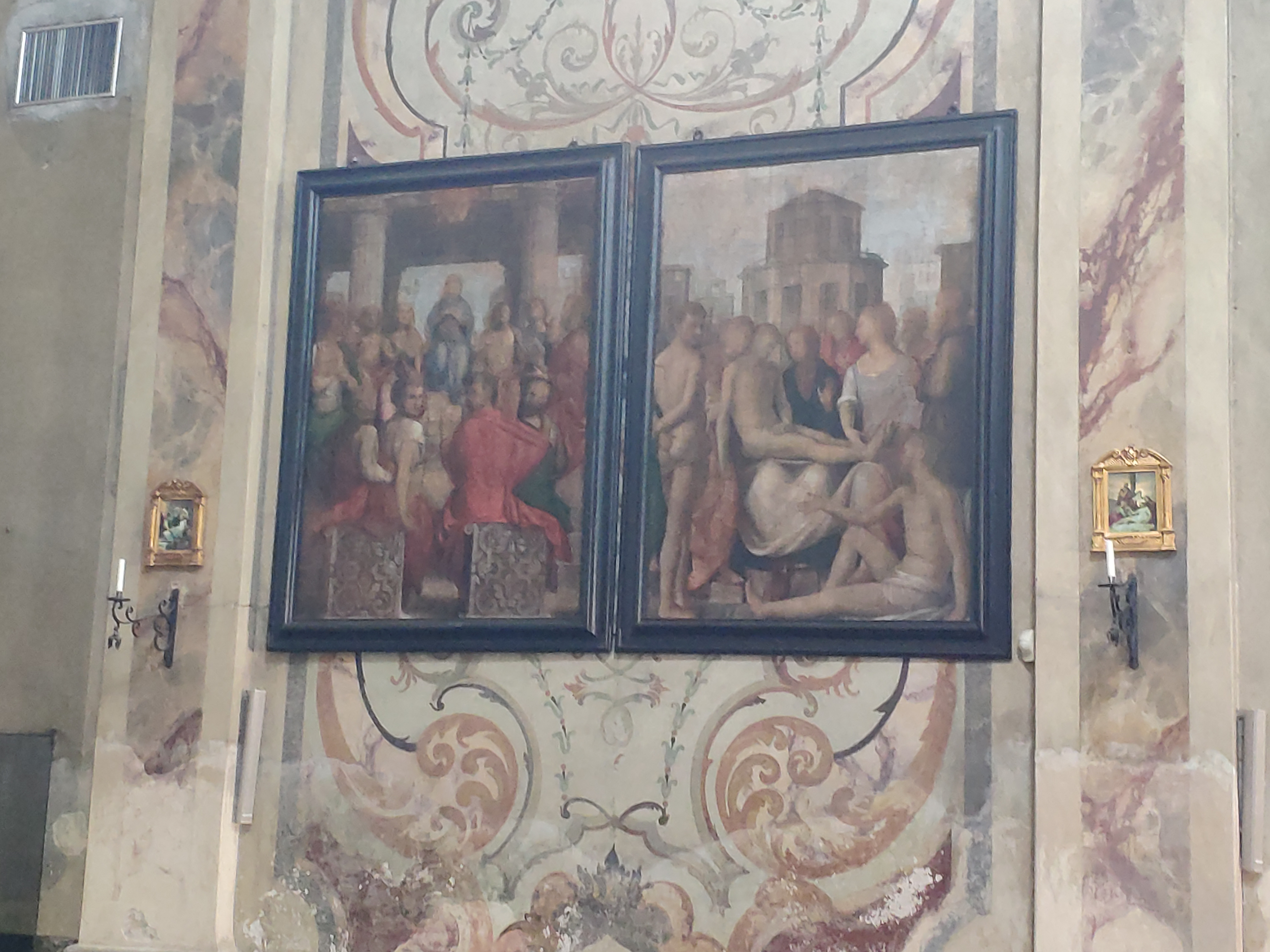
Tavole del Bramantino

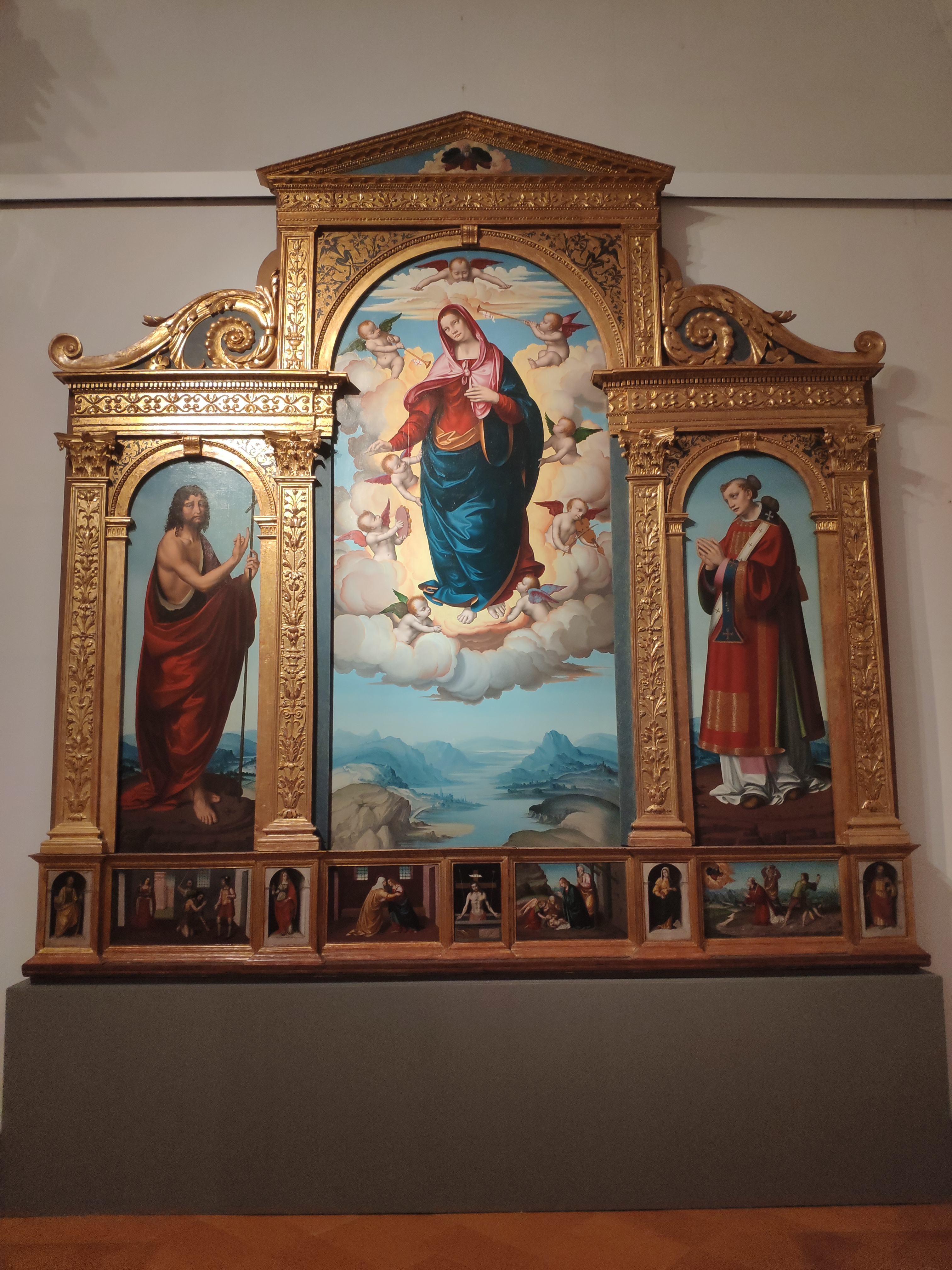
Assunzione della Vergine tra i santi Giovanni Battista e Stefano

Sempre all'interno della chiesa, più precisamente sulla parete destra sono collocate due tavole a opera del Bramantino che rappresentano la Pentecoste e il Compianto sul Cristo morto con i santi Sebastiano e Rocco e altre figure, gli studiosi concordano sull'idea che tali opere furono commissionate dai Visconti di Somma. I due dipinti appaiono deperiti probabilmente a causa di puliture antiche effettuate male e maldestri tentativi di restauro operati nel corso del tempo; questo fatto collegato alla semplicità delle due composizioni ha indotto numerosi critici a pensare che le opere fossero da collocare nell'ultima parte della vita del pittore. Diversi studi e ritrovamenti documentari dei primi decenni del Novecento hanno tuttavia portato gli storici e critici d'arte a considerare il 1510-1512 come data più verosimile per la loro composizione. Le due opere non sono sempre state conservate nella chiesa di Mezzana: la prima attestazione della loro collocazione nella sede attuale risale al 1636, nei secoli successivi cambieranno spesso luogo, ricomparendo solo nel 1899 all'interno del santuario della Madonna della Ghianda; a partire dal 1931 entrambe le tavole tornarono nella chiesa di Santo Stefano dopo essere state restaurate. 
Oltre a queste due tavole è presente all'interno della prepositurale un Cristo crocifisso tra gli angeli collocato sull'architrave sovrastante l'altare maggiore della fine del Seicento e una Deposizione di sant'Antonino sempre del XVII secolo, ma di non autore anonimo. Sulla parete sinistra era invece collocata una pala rappresentante l'Assunzione della Vergine tra i santi Giovanni Battista e Stefano, datata 1510 a opera di Marco d'Oggiono, celebre pittore allievo di Leonardo da Vinci; l'opera fu probabilmente commissionata da Battista Visconti ed è ora conservata presso il Museo Diocesano di Milano. Esattamente sopra l'ingresso della chiesa è collocato un antico organo con cassa originale del XVII secolo: restaurato diverse volte nei secoli successivi, è costituito da 21 canne a cuspide e una tastiera comprendente cinquantotto note.